# Premi César 1982
La cerimonia di premiazione della 7ª edizione dei Premi César si è svolta il 27 febbraio 1982 alla Salle Pleyel di Parigi. È stata presieduta da Orson Welles e presentata da Pierre Tchernia, Jacques Martin, Jean-Pierre Aumont e Thierry Le Luron. È stata trasmessa da Antenne 2.
Il film che ha ottenuto il maggior numero di candidature (dieci) è stato Colpo di spugna (Coup de torchon) di Bertrand Tavernier, mentre i film che hanno ottenuto il maggior numero di premi (quattro) sono stati Guardato a vista (Garde à vue) di Claude Miller e Diva di Jean-Jacques Beineix.

## Vincitori e candidati
I vincitori sono indicati in grassetto, a seguire gli altri candidati.

### Miglior film
- La guerra del fuoco (La guerre du feu), regia di Jean-Jacques Annaud
- Bolero (Les uns et les autres), regia di Claude Lelouch
- Colpo di spugna (Coup de torchon), regia di Bertrand Tavernier
- Guardato a vista  (Garde à vue), regia di Claude Miller

### Miglior regista
- Jean-Jacques Annaud - La guerra del fuoco (La guerre du feu)
- Pierre Granier-Deferre - Une étrange affaire
- Claude Miller - Guardato a vista  (Garde à vue)
- Bertrand Tavernier - Colpo di spugna (Coup de torchon)

### Miglior attore
- Michel Serrault - Guardato a vista  (Garde à vue)
- Patrick Dewaere - Ormai sono una donna (Beau-père)
- Philippe Noiret - Colpo di spugna (Coup de torchon)
- Michel Piccoli - Gioco in villa (Une étrange affaire)

### Miglior attrice
- Isabelle Adjani - Possession
- Fanny Ardant - La signora della porta accanto (La femme d'à côté)
- Catherine Deneuve - Hôtel des Amériques
- Isabelle Huppert - Colpo di spugna (Coup de torchon)

### Migliore attore non protagonista
- Guy Marchand - Guardato a vista  (Garde à vue)
- Gérard Lanvin - Gioco in villa (Une étrange affaire)
- Jean-Pierre Marielle - Colpo di spugna (Coup de torchon)
- Eddy Mitchell - Colpo di spugna (Coup de torchon)

### Migliore attrice non protagonista
- Nathalie Baye - Gioco in villa (Une étrange affaire)
- Stéphane Audran - Colpo di spugna (Coup de torchon)
- Sabine Haudepin - Hôtel des Amériques
- Véronique Silver - La signora della porta accanto (La femme d'à côté)

### Migliore sceneggiatura originale o miglior adattamento
- Claude Miller, Jean Herman e Michel Audiard - Guardato a vista  (Garde à vue)
- Jean Aurenche e Bertrand Tavernier - Colpo di spugna (Coup de torchon)
- Gérard Brach - La guerra del fuoco (La guerre du feu)
- Pierre Granier-Deferre e Jean-Marc Roberts - Gioco in villa (Une étrange affaire)

### Migliore fotografia
- Philippe Rousselot - Diva
- Claude Agostini - La guerra del fuoco (La guerre du feu)
- Bruno Nuytten - Guardato a vista  (Garde à vue)
- Jean Penzer - Malevil

### Miglior montaggio
- Albert Jurgenson - Guardato a vista  (Garde à vue)
- Sophie Bhaud e Hugues Darmois - Bolero (Les uns et les autres)
- Henri Lanoë - Malevil
- Armand Psenny - Colpo di spugna (Coup de torchon)

### Migliore scenografia
- Max Douy - Malevil
- Hilton McConnico - Diva
- Brian Morris - La guerra del fuoco (La guerre du feu)
- Alexandre Trauner - Colpo di spugna (Coup de torchon)

### Migliore musica
- Vladimir Cosma - Diva
- Francis Lai e Michel Legrand - Bolero (Les uns et les autres)
- Ennio Morricone - Joss il professionista (Le professionnel)
- Philippe Sarde - La guerra del fuoco (La guerre du feu)

### Miglior sonoro
- Jean-Pierre Ruh - Diva
- Pierre Gamet - Malevil
- Paul Lainé - Guardato a vista  (Garde à vue)
- Harald Maury - Bolero (Les uns et les autres)

### Miglior film straniero
- The Elephant Man, regia di David Lynch
- L'inganno (Die Fälschung), regia di Volker Schlöndorff
- I predatori dell'arca perduta (Raiders of the Lost Ark), regia di Steven Spielberg

### Migliore opera prima
- Diva, regia di Jean-Jacques Beineix
- Une affaire d'hommes, regia di Nicolas Ribowski
- Le jardinier, regia di Jean-Pierre Sentier
- Neige, regia di Juliet Berto e Jean-Henri Roger

### Miglior cortometraggio d'animazione
- La tendresse du maudit, regia di Jean-Manuel Costa
- L'échelle, regia di Alain Ughetto
- Trois thèmes, regia di Alexander Alexeieff

### Miglior cortometraggio di fiction
- Les photos d'Alix, regia di Jean Eustache
- Cher Alexandre, regia di Anne Lemonier
- Le concept subtil, regia di Gérard Krawczyk
- Le rat noir d'amérique, regia di Jérôme Enrico

### Miglior cortometraggio documentario
- Reporters, regia di Raymond Depardon
- Ci-Gisent, regia di Valérie Moncorgé
- Solange Giraud, née Tache, regia di Simone Bitton

### Premio César onorario
- Georges Dancigers
- Alexandre Mnouchkine
- Andrzej Wajda

### Omaggio
- René Clair
- Jean Neny